# New Edubiase

New Edubiase est une ville du sud du Ghana, située dans le district d'Adansi Sud et dans la région Ashanti.

## Personnalités
- Adams Abdul-Sakam (1985-), homme politique, y est né.